# مسكالين
المسكالين أو ثلاثي ترموثكسي أمين 3,4,5. التركيب من القلويدات من مجموعة فينيل إيثيل أمين ( شبيه بكل من ايفيدرين - ادرنالين ).

## التصنيف
المهلوسات الطبيعية والتي لها تأثيرات شبيهة إلى حد كبير بـ بتأثيرات عقار ال اس دي (LSD).

## التحضير(الاستخلاص) في الطبيعة
يشتق المسكالين من نبتة تسمى لوفوفورا ويليامسياي (Lophophora williamsii)موجودة في المكسيك وأجزاء من الجنوب الغربي من الولايات المتحدة الأمريكية والمكسيك) وكذلك من مصادر نباتية أخرى موجود في بيرو والإكوادور.

## التأثيرات والمضار على المدى القصير
1) الجهاز العصبي المركزي: وهو التأثير الرئيسي ويعطي المسكالين طيفا واسعا من التأثيرات بين مستعمليه. فهو يؤثر على الإدراك والعواطف بالإضافة
لمفعوله المهلوس. وليس من المستغرب أن يشعر المتعاطي نفسه بتأثيرات مختلفة في كل مرة يتعاطى فيها المسكالين.
- تخيلات لرؤية أشياء وأشكال هندسية أو أضواء ملونة ومتوهجة. يدرك المتعاطي عادة أن هذه الأشياء غير موجودة وأنها تأتي نتيجة تعاطي المسكالين. قد يتوهم رؤية الحيوانات أو البشر أمامه أيضا.
- اختلال قدرته على تقدير مرور الوقت، فالدقائق تمر طويلة وثقيلة كأنها ساعات.
- اختلال في رؤيته وتقديره للأبعاد والمسافات من حوله.
- اختلال في إحساسه بجسمه، فقد يرى نفسه ثقيلا جدا وكأن شيئا يشده للأرض وقد يشعر بعكس ذلك تماما ويشعر بأنه خفيف ويطفو في الهواء.
- اختلاط الإحساس: أي أن المتعاطي يظن أنه يرى الموسيقى مثلا أو يسمع الألوان.
- فقد الإحساس بالحدود التي تفصل المريض عن المحيط. وهذا يؤدي إما للنشوة الشديدة أو الرعب.
- زيادة حدة الحواس: فالألوان والأصوات أوضح مما هي عليه في الوضع الطبيعي، واستمتاعه بطعم الأشياء أكبر أيضا. هذه الزيادة في قدرة الحواس قد تتخللها فترات من الفتور والضعف.
- ضعف التركيز والقدرة على التفكير بشكل سليم ومنطقي.
- الذاكرة: عادة ما تتأثر الذاكرة سلبا ولكن قد يمر المتعاطي بتجربة غريبة من قدرته على استحضار أحداث قديمة جدا وبالتفصيل ولكنه قد يخلطها مع أحداث حالية.
- انشغاله بتفاصيل ما يراه أمامه بغض النظر عن أهميتها ويستغرق في التفكير في هذه التفاصيل وإعطائها أكبر من حجمها.
- يشعر المتعاطي بأنه يمر في حالة طقوسية دينية أو روحية زائفة وقد يكون هذا من ضمن التأثيرات المطلوبة من المتعاطين.
- تأثيرات سيئة جدا: مثل الهلاوس المخيفة، الهذيان, الخوف الشديد، الإحساس بالاضطهاد، الهيجان, الاكتئاب، الهلع.
هذه التأثيرات النفسية تبدأ في الظهور خلال ساعة أو ساعتين من التعاطي وتختفي تدريجيا خلال 10 إلى 12 ساعة.
2) القلب والجهاز الدوري الدموي: ارتفاع ضغط الدم وتسارع ضربات القلب.
3)الجهاز الهضمي: الغثيان والقيء، انخفاض الشهية للطعام وهذه التأثيرات تأتي مبكرا.
4)أخرى: ارتفاع درجة الحرارة، زيادة التعرق والذي قد يترافق مع الرجفة الشديدة.

## التأثيرات والمضار على المدى الطويل
1) الإدمان: الإدمان على المسكالين وبالذات من الناحية الجسدية نادر جدا (إن وجد) فلا تظهر أي أعراض انسحابية عند الامتناع. ولكن الإدمان النفسي وارد ولكنه بدرجة طفيفة أيضا.
2) الذهان: قد يسبب المسكالين حالة ذهانية شبيهة بالفصام تتميز بالهلاوس والضلالات.
3) الوفاة المفاجئة: وتأتي بسبب خلط المادة مع مهلوسات أخرى، فقد تؤدي الجرعة العالية لهبوط ضغط الدم والتنفس ولكن حدوث ذلك نادر.

## الاصطناع الحيوي
يصطنع المسكالين حيويًا من التيروسين الذي يشتق بدوره من الفينيل ألانين. يتحول الدوبامين أيضًا في صبار وليمز إلى مسكالين عن طريق عملية متيلة وهدرجة للحلقة العطرية.
يعتبر التيروسين والفينيل ألانين طلائع حيوية لاصطناع المسكالين، إذ يصطنع الدوبامين من التيروسين بطريقتين. إمّا يخضع التيروسين لنزع كربوكسيل عن طريق أنزيم تيروسين دي كروبكسيلاز ليعطي التيرامين، الذي يخضع لأكسدة عند الكربون رقم 3 بواسطة هيدروكسيلاز أحادي الفينول. أو يخضع التيروسين لعملية الأكسدة في البداية عن طريق هيدروكسيلاز التيروسين ويعطي ليفودوبا، الذي يخضع لنزع كربوكسيل عن طريق دوبا دي كربوكسيلاز.
يخضع الدوبامين لعملية متيلة عن طريق الكاتيكول O-- ناقلة ميثيل بآلية أدينوسيل الميثيونين-S، يخضع الناتج لعملية أكسدة عن طريق أنزيم هيدروكسيلاز تليها عملية متيلة عن طريق أنزيم الكاتيكول -O- ناقلة ميثيل، ويضاف إلى ذلك متيلة أخيرة على ذرة الكربون رقم 4 عن طريق الغاياكول -O- ميتيل ترانسفيراز ليعطي المسكالين.
يصطنع المسكالين انطلاقًا من الفينيل ألانين عن طريق أكسدة الأخير إلى تيروسين الذي يعطي مسكالين بنفس الخطوات السابقة.

## الحرائك الدوائية
يسبب المسكالين تحمل دوائي عند الاستخدام المتكرر على مدى عدة أيام، ويسبب تحملًا متصالبًا عند مشاركته مع عقار ال اس دي والسيلوسيبين. يطرح حوالي 20%-60% من المسكالين عبر البول من دون تغيير.

## شرعية الاستخدام

### الولايات المتحدة
منع استخدام المسكالين في الولايات المتحدة عام 1970 بموجب قانون منع ومكافحة تعاطي المخدرات الشامل، وصنف كمادة مهلوسة. يعتبر المسكالين من العقارات المحرمة دوليًا وفق لاتفاقية المؤثرات العقلية عام 1971. يستخدم المسكالين بشكل قانوي للأبحاث العلمية ولبعض الجماعات الدينية.
تباع أنواع الصبار الحاوي على المسكالين كنبات زينة رغم أنه خاضع للرقابة بموجب القانون.

### المملكة المتحدة
يعتبر مسحوق المسكالين النقي من أدوية الفئة أ في المملكة المتحدة، يمكن بيع وشراء الصبار المجفف بشكل قانوي.

### أستراليا
يصنف المسكالين في أستراليا ضمن مواد الجدول 9 التي توصف بأنها مواد قادرة على إحداث ضرر عند التعرض القليل، وتتطلب احتياطات خاصة أثناء التصنيع والمعالجة والاستخدام. يتاح استخدام المسكالين للمختصين والمصرح لهم والذين يمتلكون المهارات اللازمة للاستخدام الآمن. 
يحظر استخدام النباتات الحاوية على مسكالين كصبار وليمز في أستراليا الغربية وكوينزلاند وإقليم شمالي أستراليا، بينما يمكن استخدامها لأغراض الزينة في أقاليم أخرى كفيكتوريا وتسمانيا ونيوساوث ويلز.

### بلدان أخرى
يحظر استخدام المسكالين الخام والصبار المجفف في كل من كندا وفرنسا وهولندا وألمانيا، ولكن يسمح بشراء وبيع الصبار الحاوي على المسكالين كنبات زنية.
يحظر استخدام المسكالين الخام ومشتقاته والنباتات الحاوية عليه في روسيا، ويصنف مع العقاقير المهلوسة.